# Pure Fucking Mayhem
Pure Fucking Mayhem è un film documentario del 2008, diretto dal regista Stefan Rydehed, sulla band black metal norvegese Mayhem incentrato sugli anni dal 1984 al 1993.
Il documentario contiene interviste ai membri della formazione Attila Csihar, Blasphemer, Necrobutcher e Hellhammer, assieme a vari spezzoni di concerti e interviste agli ex membri Manheim, Occultus, Dead (che si suicidò nel 1991), Euronymous (che venne ucciso nel 1993 da Varg Vikernes) e Varg Vikernes che allora si trovava ancora in carcere per l'omicidio di Euronymous.
Il DVD è accompagnato da un CD di brani di canzoni di Linda Alexandersson e Kajsa Rydehed ispirate ai Mayhem.

## Brani musicali inclusi nel documentario
1. Silvester Anfang (da Deathcrush) - sottofondo e video live della canzone
2. Necrolust  (da Deathcrush) - video amatoriale della canzone
3. Freezing Moon (da Live in Leipzig) - video del concerto
4. Funeral Fog (da Live in Sarpsborg) - video del concerto
5. De Mysteriis Dom Sathanas (da De Mysteriis Dom Sathanas) - video tratto da un concerto
6. Grand Declaration of War (da Grand Declaration of War) - video della canzone
7. Whore (da Chimera) - video della canzone
8. My Death (da Chimera) - video della canzone
9. Illuminate Eliminate (da Ordo Ad Chao) - intro del video della canzone